# Грамматичность
Граммати́чность (граммати́ческая пра́вильность) — в языкознании: соответствие выражения действующим грамматическим моделям того или иного языка.

## Грамматичность и компетенция
Н. Хомский полагает, что множество грамматически правильных предложений является предположительно бесконечным и не может быть отождествлено с каким бы то ни было множеством высказываний, полученным в ходе исследования. В рамках теории трансформационных порождающих грамматик основой всех грамматичных предложений признаётся система правил, обеспечивающая производство и понимание предложений носителями языка. Владение данной системой правил обеспечивает владение языком, иначе говоря, языковую компетенцию носителя.

## Грамматичность и осмысленность
По мнению Н. Хомского, понятие грамматической правильности не может отождествляться с понятиями осмысленности или значимости: так, приводимый им пример Colorless green ideas sleep furiously (рус. Бесцветные зелёные мысли спят яростно) является грамматичным, а в той же степени бессмысленное предложение *Furiously sleep ideas green colorless не соответствует грамматике английского языка.